# Battisti del settimo giorno
I battisti del settimo giorno sono cristiani battisti che, come gli avventisti del settimo giorno, osservano il settimo giorno della settimana in luogo della domenica, il sabato biblico in accordo con la tradizione giudaico-cristiana (Genesi 2:2-3, Esodo 20:8). La Federazione mondiale battista del settimo giorno oggi rappresenta oltre 50.000 battisti del settimo giorno presenti in 22 Paesi del mondo.

## Storia
Le origini storiche dei battisti del settimo giorno vanno ricercate durante il decennio del 1650 in Inghilterra. Alcuni importanti fattori contribuirono alla nascita e poi allo sviluppo dei battisti del settimo giorno, incluso il successo continuo del battismo in generale in Inghilterra alle sue origini, ed in seguito con il suo forte sviluppo negli Stati Uniti d'America ove divenne la confessione religiosa del protestantesimo largamente maggioritaria. E poi le pubblicazioni dei battisti del settimo giorno diffuse in lingua inglese riguardanti il sabato biblico agli inizi del Seicento, e una relativa libertà religiosa da interferenza dello Stato nel Commonwealth di Oliver Cromwell. Una volta che i fattori erano tutti coalizzati, molti individui associati con i battisti del settimo giorno hanno scelto di accettare le punizioni inflitte dallo Stato, piuttosto che rinunciare oppure trasgredire alle loro convinzioni personali riguardo al sabato biblico. Il primo incontro registrato dei battisti del settimo giorno si tenne presso la Chiesa Mill Yard a Londra nel 1651 sotto la guida di Peter Chamberlain.
La Chiesa battista del settimo giorno di Londra, detta Chiesa Mill Yard, è la più antica chiesa battista del mondo e fu forse fondata da profughi anabattisti olandesi osservatori del sabato. Il primo pastore fu Peter Chamberlain, predicatore di origine francese, rifugiato ugonotto e medico del re Giacomo. In genere si ritiene che il movimento battista è nato ad Amsterdam nel 1609. Oggi, i parrocchiani di Mill Yard si incontrano a 41 Vicarage Road a Tottenham. Mill Yard è un membro del British Union of Seventh Day Baptists, a sua volta membro della Federazione mondiale dei battisti del settimo giorno fondata nel 1965. Tuttavia molti battisti del settimo giorno credono ancora che era avvenuto molti anni prima, e precisamente nel 1617 che avvenne il primo incontro dei battisti del settimo giorno di sabato con la presenza di John Trask e sua moglie. Essi ritengono che i registri di questo incontro sono stati tutti persi in un incendio. La prima Meeting House dei battisti del settimo giorno tuttavia fu costruita nel 1729 a Newport (Rhode Island), ed è ora parte del Palazzo storico della Newport Society. E dopo la Chiesa Mill Yard di Londra, in Inghilterra, nel 1651, la prima ufficiale Chiesa dei battisti del settimo giorno presente in America era proprio nata a Newport (Rhode Island) nel mese di dicembre del 1671. La Conferenza generale dei battisti del settimo giorno è stata organizzata solo nel 1801.

## Diffusione
Nel 1995, i battisti del settimo giorno avevano 253 chiese e più di 20 000 iscritti in India e solamente 78 chiese con 4885 membri negli Stati Uniti, solo 2 chiese con 55 membri in Inghilterra, e 1 chiesa di 40 membri in Canada. Oggi le Conferenze generali battiste del settimo giorno e le associazioni sparse dei battisti del settimo giorno sono presenti in molti altri paesi del mondo, tra i quali l'Australia, il Brasile, la Giamaica, i Paesi Bassi, la Polonia, la Francia. Non sono presenti in Italia. Alcune conferenze hanno inviato missionari in altre nazioni tra le quali il Malawi, le isole Figi e l'Argentina. La prima Federazione mondiale battista del settimo giorno è stata fondata nel 1964, e rappresenta oggi oltre 50 000 battisti del settimo giorno presenti in 22 Paesi del mondo.

## Dottrina
A parte la convinzione particolare riguardo all'osservanza del sabato in luogo della domenica, che accomuna i battisti del settimo giorno agli Avventisti del Settimo Giorno, e che Joseph Bates, un capitano di marina unitosi al movimento avventista, su ispirazione e influenza diretta dei battisti del settimo giorno  convinse il gruppo dell'importanza del sabato come settimo giorno biblico, giorno di riposo e segno del patto tra il credente e Dio (essi riunirono i gruppi milleriti superstiti e formarono il gruppo degli avventisti sabatisti), per tutto il resto i battisti del settimo giorno sono molto simili a tutti gli altri battisti. Tuttavia, a causa della ormai consolidata tradizione battista della libertà di coscienza e della strenua lotta a difesa della totale separazione tra Stato e Chiesa, anche all'interno dei battisti, ci sono un sacco di variazioni di dottrine. Lo stesso principio vale per tutti i battisti del settimo giorno. I battisti del settimo giorno non sono titolari di un credo vincolante, e il sistema di credenze è relativamente più flessibile di tutto il cristianesimo tradizionale nel suo insieme, per questo motivo capita spesso che i battisti del settimo giorno tengano degli insegnamenti che possono anche variare da chiesa a chiesa così come da membro a membro. Alcune delle credenze di base sono il battesimo dei credenti per immersione, la pratica di una non-liturgica forma di culto, e la ferma convinzione della libertà religiosa e della separazione tra Stato e Chiesa. Ogni chiesa dei battisti del settimo giorno può avere una sua propria dichiarazione di fede. Una dichiarazione rappresentante, dalla Conferenza generale dei battisti del settimo giorno degli Stati Uniti d'America e del Canada, è la seguente: «I battisti del settimo giorno, in considerazione della libertà di pensiero, sono sotto la guida costante dello Spirito Santo per essere essenziali per la fede cristiana e la pratica della stessa. Perciò incoraggiano lo studio e la discussione aperta senza porre degli ostacoli della Scrittura. Sostengono la libertà individuale e di coscienza nel cercare di determinare e obbedire alla volontà di Dio. La seguente dichiarazione non intende essere esaustiva, ma è l'espressione della nostra fede comune, che deriva dalla nostra comprensione della Scrittura.»

## La struttura organizzativa
La struttura organizzativa e tutti gli uffici della Conferenza generale per gli Stati Uniti ed il Canada sono mantenuti a Janesville (Wisconsin). Gli uffici della Società missionaria battista del settimo giorno sono in Westerly, Rhode Island, e il Consiglio di educazione cristiana ha uffici a New York. La Conferenza generale dei battisti del settimo giorno degli Stati Uniti e del Canada è un membro ufficiale e riconosciuto dell'Alleanza mondiale battista. L'attuale segretario generale della Federazione mondiale battista del settimo giorno è il pastore Jan Lek, della Chiesa dei battisti del settimo giorno di Amsterdam (Paesi Bassi).